# Lutatia de vi
La lex Lutatia de vi va ser una antiga llei romana establerta a proposta del cònsol Quint Lutaci Catul (el seu col·lega era Gai Mari) l'any 101 aC. Ordenava obrir judici fins i tot en dies de festa o de jocs, quan es produïssin amotinaments i força o violència contra el senat i els magistrats. Aspirava a dominar els tumults freqüents llavors a Roma.